# Orthopyxis bilateralis
Orthopyxis bilateralis is een hydroïdpoliep uit de familie Campanulariidae. De poliep komt uit het geslacht Orthopyxis. Orthopyxis bilateralis werd in 1997 voor het eerst wetenschappelijk beschreven door Antsulevich & Tchernova. 